# Spigno Monferrato
Pour les articles homonymes, voir Spigno.
Spigno Monferrato est une commune de la province d'Alexandrie, dans le Piémont, en Italie.

## Histoire
Au XVIIIe siècle, la marquise de Spigno, Anna Canalis di Cumiana (1679 † 1769) est connue pour avoir été l'épouse morganatique de Victor-Amédée II de Savoie.

## Administration
| Période                                  | Période  | Identité              | Étiquette | Qualité |
| ---------------------------------------- | -------- | --------------------- | --------- | ------- |
| 14 juin 2004                             | En cours | Albino Pietro Piovano |           |         |
| Les données manquantes sont à compléter. |          |                       |           |         |

### Hameaux
Squaneto.

### Communes limitrophes
Dego, Giusvalla, Malvicino, Merana, Mombaldone, Montechiaro d'Acqui, Piana Crixia, Roccaverano, Serole.